# Cocherel
Cocherel je francouzská obec v departementu Seine-et-Marne v regionu Île-de-France. V roce 2011 zde žilo 614 obyvatel.

## Sousední obce
Dhuisy, Chamigny, Ocquerre, Tancrou, Vendrest

## Vývoj počtu obyvatel
Počet obyvatel 